# Эфирные масла из мускатного ореха
Эфирные масла из мускатного ореха — продукты, извлекаемые из плодов и околоплодников мускатного ореха. 
Такие извлечения комплекса летучих ароматных веществ традиционно называются эфирным маслом, их состав зависит от используемых частей растения и от тонкостей используемого метода получения «масла».

## Мускатное эфирное масло из семян
Мускатное эфирное масло получают методом перегонки с водяным паром из очищенных орехов.

## Мускатное эфирное масло из околоплодников
Такое масло называется эфирным маслом из мациса.

## Применение

### Применение эфирного масла в пищевой промышленности
Эфирные масла мускатного ореха используются в основном в консервной промышленности, в качестве стандартизованного по составу и свойствам ароматизатора.

### Применение эфирного масла в парфюмерно-косметической промышленности
Эти масла широко используются для создания композиций "восточного типа".

### Применение эфирного масла в ароматерапии
Эфирное масло мускатного ореха обладает определёнными согревающими и слабо-раздражающими кожу свойствами. Стимулирует кровообращение, поэтому в древности считалось средством, «питающим волосяные фолликулы и укрепляющим волосы». «Согревает» мышцы, суставы и связки, благодаря этому используется в массажных смесях.

#### Показания
Полезно при артритах, миозитах, остеохондрозе. Улучшает пищеварение и работу желудочно-кишечного тракта. Аромат очищает, обеззараживает воздух и стимулирует защитные силы организма.

#### Противопоказания
Масло мускатного ореха может вызвать раздражение чувствительной кожи. Не использовать при беременности и при эпилепсии.

#### Дозировки
(указанные "дозировки" совершенно условны, т.к. часто не приведены удельные количества веществ - на объём комнаты, площадь кожи)
- аромакурительницы: 5-7 капель
- ванны: 1-2 капли
- компрессы: 3-5 капель
- массаж: 3-5 капель на 15 мл массажного масла
- обогащение кремов, тоников, шампуней: 1 капля на 30 г основы
- аромамедальоны: 2-3 капли
- ароматизация водки: 1-2 капли на 0,5 литра